# 鑽石塔

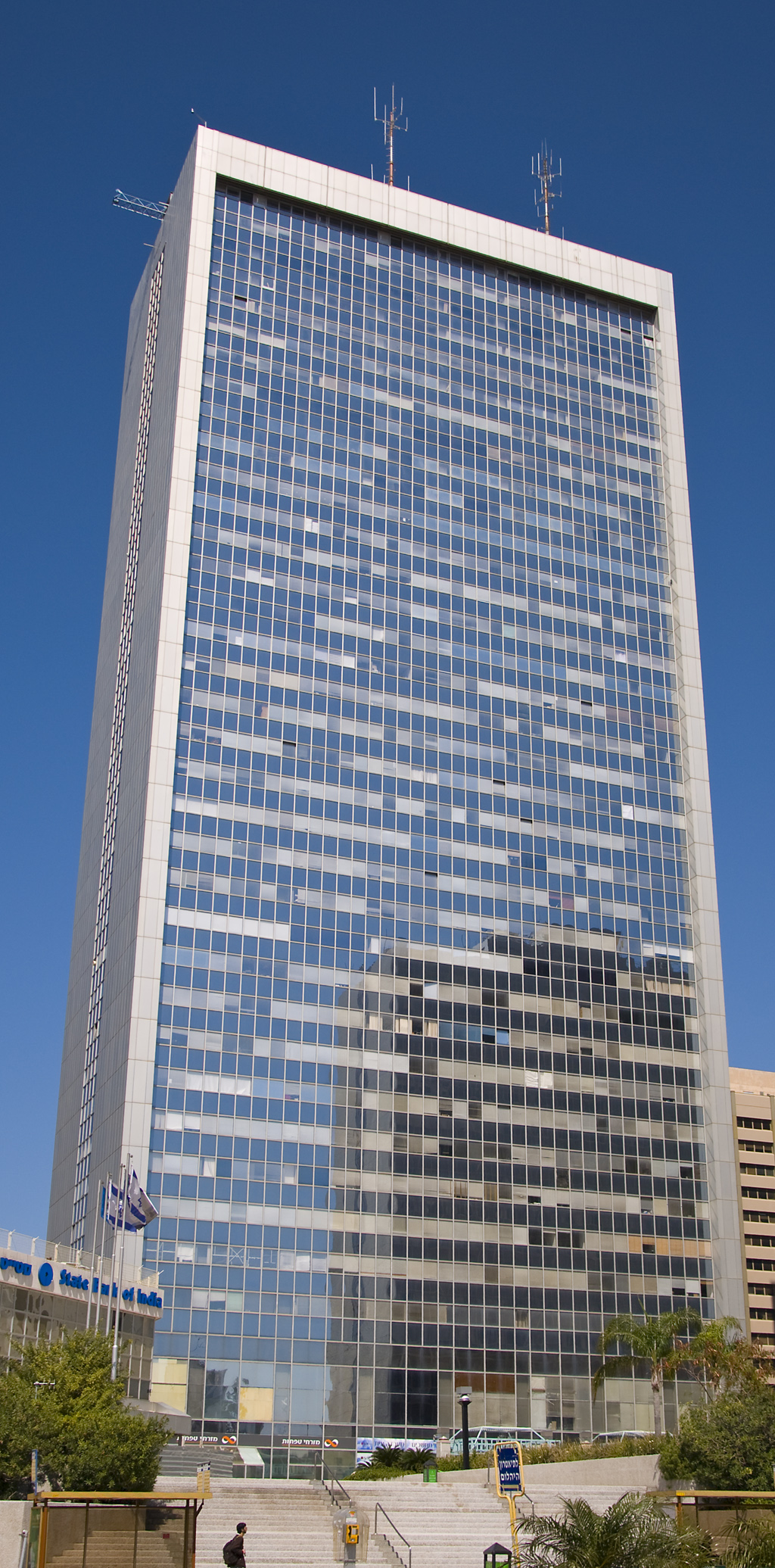
鑽石塔

鑽石塔（Diamond Tower）是以色列特拉維夫區城市拉馬干的一座摩天大樓。這座建築內擁有世界最大規模的鑽石交易廳。鑽石塔高115米，共有32層，在2000年之前是拉馬干最高的建築。1992年竣工時，該建築也是以色列特拉維夫以外地區最高的建築。鑽石塔的設計者是Eli Gvirtzman。